# 인천예림학교
인천예림학교는 인천광역시 부평구 부평6동에 있는 사립 특수학교이다. 지적장애 학생을 위한 특수교육기관으로 유치부, 초등부, 중학부, 고등부, 전공과를 두고 있다.

## 연혁
- 1974년 : 인천승희학교로 개교
- 1983년 : 현재의 교명으로 변경